# Trzeszczany
Trzeszczany è un comune rurale polacco del distretto di Hrubieszów, nel voivodato di Lublino.
Ricopre una superficie di 90,17 km² e nel 2004 contava 4 738 abitanti.